# Sabethes hadrognathus
Sabethes hadrognathus är en tvåvingeart som beskrevs av Ralph E. Harbach 1995. Sabethes hadrognathus ingår i släktet Sabethes och familjen stickmyggor.
Artens utbredningsområde är Costa Rica. Inga underarter finns listade i Catalogue of Life.